# Pointe de Lapaz
La pointe de Lapaz est un sommet de France situé en Haute-Savoie, au-dessus des Houches, dans les aiguilles Rouges.

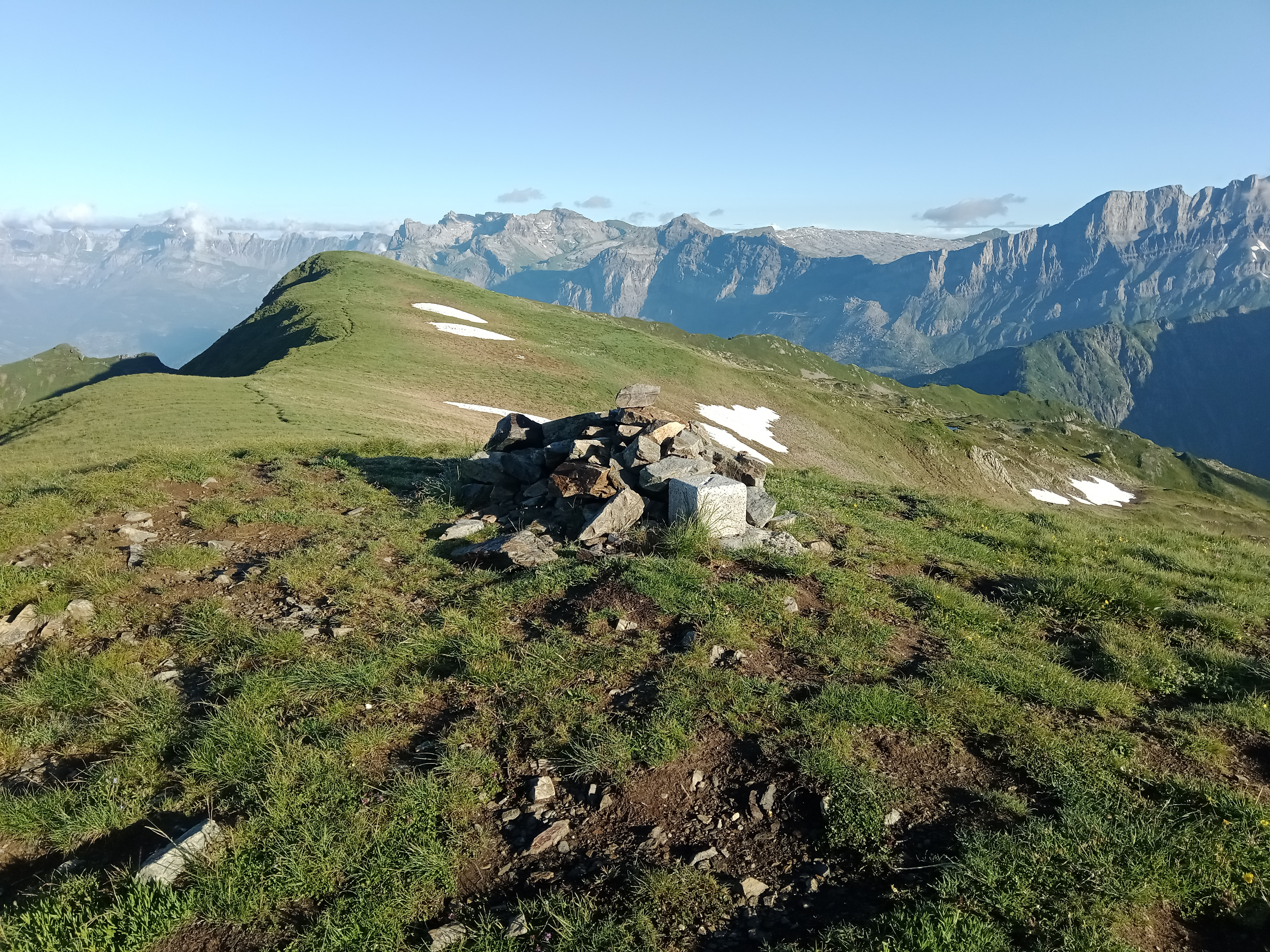
Le sommet marqué d'un cairn avec au second plan l'aiguillette des Houches et dans le lointain les falaises du massif du Faucigny.

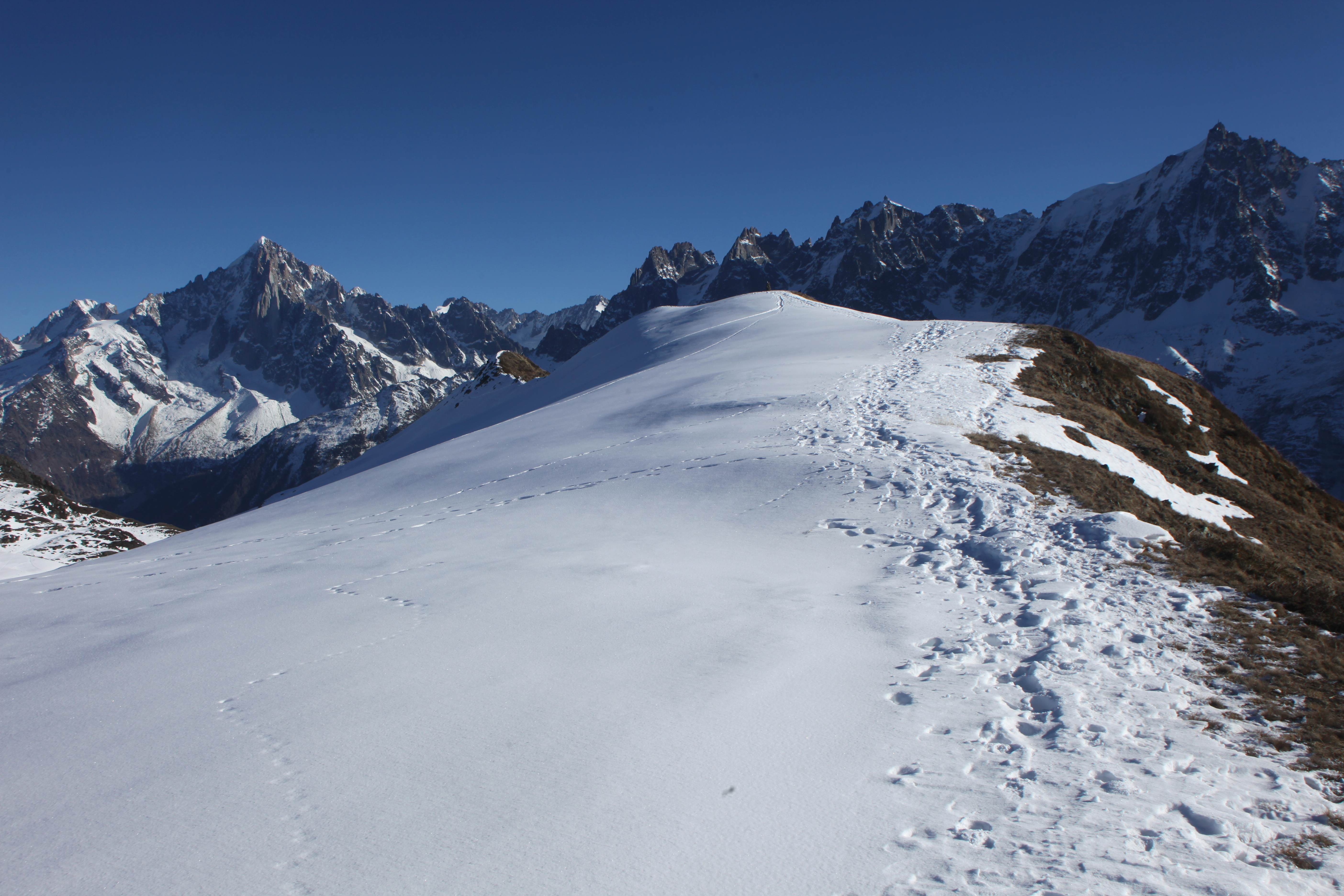
La pointe enneigée avec le massif du Mont-Blanc.